# Theodor Ehrhardt
Theodor Ehrhardt (* 13. September 1875 in Zweibrücken; † 22. Juli 1952 in Saarbrücken) war ein deutscher Maschinenbauingenieur und Unternehmer.

## Leben

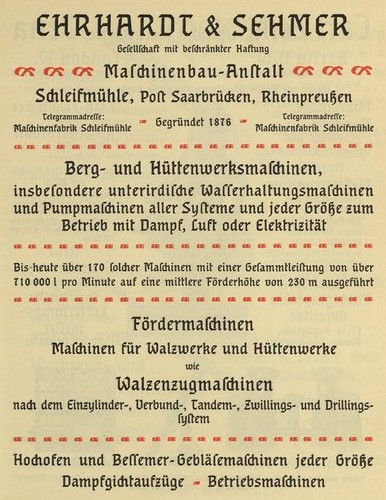
Ehrhardt & Sehmer 1900

Theodor Ehrhardt wurde als Sohn des Saarbrücker Unternehmers Ludwig Ehrhardt geboren. Nach dem Besuch der Volksschule, des Gymnasiums und der Oberrealschule sowie der Fachschule für Maschinenbau in Aachen studierte er Ingenieurwissenschaften an der Technischen Hochschule Karlsruhe und der Technischen Hochschule München. In Karlsruhe wurde er Mitglied des Corps Franconia. Nach dem Studium war er zunächst ein Jahr im väterlichen Unternehmen Erhardt & Sehmer und ein Jahr bei der Germania-Werft in Kiel als Ingenieur tätig. 1898 trat er endgültig in die väterliche Maschinenfabrik in Saarbrücken ein, wo er ab 1906 technisches Vorstandsmitglied war und zusammen mit Rudolf Drawe die serienmäßige Fertigung von Großgasmaschinen aufnahm. Von 1927 bis zur Liquidation 1928 war er Vorsitzender des Unternehmens, das anschließend als Maschinenbau-Aktiengesellschaft, vormals Ehrhardt & Sehmer fortgeführt wurde. Anschließend arbeitete er selbständig als Zivilingenieur und beratender Ingenieur in Saarbrücken.
Ehrhardt war stellvertretender Vorsitzender des Aufsichtsrats des Saar-Metallwerks in Saarbrücken, Mitglied des Vorstands des Vereins zur Wahrung der wirtschaftlichen Interessen des Saargebiets und stellvertretendes Vorstandsmitglied des Zweigvereins des Vereins Deutscher Eisenhüttenleute, Eisenhütte Süd-West. Er war auch Mitglied des Vereins Deutscher Ingenieure (VDI) und des Pfalz-Saarbrücker Bezirksvereins des VDI. Er war verheiratet mit Anna geb. Henrich. Sie hatten drei Söhne.